# Visão dos Tempos
Visão dos Tempos (Wizja czasów) – cykl wierszy portugalskiego poety Teófila Bragi, wydany po raz pierwszy w 1864. Był on zainspirowany Légende des siècles (Legendą wieków) Wiktora Hugo. W zamyśle autora miał być wielkim eposem dziejów ludzkości, syntezą greckiego i łacińskiego klasycyzmu, tradycji żydowskiej i chrześcijaństwa. Poemat jest napisany przy użyciu różnych form wiersza.